# Прапор Фороса
Прапор Фороса затверджений 5 серпня 2005 року рішенням № 4.1 XL сесії Фороської селищної ради.

## Опис
Прямокутне полотнище із співвідношенням сторін 2:3 розділене на червоне і синє поля від нижнього древкового до верхнього вільного краю білою смугою. У верхній частині біла церква з жовтими куполами. У нижній частині біла роза вітрів, із білим сяйвом, яке виходить від неї, що вказує нижнім подовженим променем на латинську літеру S.